# 杜默斯托夫
杜梅尔斯托尔夫是德国梅克伦堡-前波莫瑞州的一个市镇。总面积119.90平方公里，总人口7183人，其中男性3809人，女性3374人（2011年12月31日），人口密度60人/平方公里。